# Abundancia de los elementos químicos
La abundancia de un elemento químico indica en términos relativos qué tan común es, o cuánto existe de dicho elemento, comparado con otros elementos químicos. Se puede medir o expresar la abundancia de varias formas, por ejemplo mediante la fracción de masa (igual a la fracción de peso), o fracción molar (fracción de átomos, o a veces una fracción  moleculares, en el caso de gases), o en función de la fracción volumétrica. La medida de la fracción volumétrica es una medida de abundancia usual en mezclas de gases tales como atmósferas, que es muy similar a la fracción molar molecular para mezclas de gases ideales (es decir mezclas de gases a densidades y presiones relativamente reducidas).[cita requerida]
Por ejemplo, la abundancia expresada como fracción de masa del oxígeno en el agua es aproximadamente 89%, porque esa es la fracción de la masa del agua que es oxígeno. Sin embargo, la abundancia expresada como fracción molar del oxígeno en el agua es de solo el 33% porque solo 1 átomo de cada 3 en el agua es un átomo de oxígeno. En todo el universo, y en las atmósferas de planetas gigantes de gas tales como Júpiter, las abundancia como fracción de masa de hidrógeno y helio son aproximadamente del 74% y 23-25% respectivamente, mientras que las fracciones molares (atómicas) de estos elementos son del 92% y 8%. Sin embargo, dado que el hidrógeno es diatómico mientras que el helio no lo es en las condiciones existentes en la atmósfera exterior de Júpiter, la fracción molar molecular (fracción de todas las moléculas de gas, o fracción de la atmósfera expresada como volumen) del hidrógeno en la atmósfera exterior de Júpiter es aproximadamente 86%, y del 13% para el caso del helio.
La mayoría de las abundancias mencionadas en este artículo corresponden a abundancias expresadas como fracciones de masa.

## Abundancia de los elementos en el Universo
| Isótopo      | Fracción de masa en partes por millón |
| ------------ | ------------------------------------- |
| Hidrógeno-1  | 705.700                               |
| Helio-4      | 275.200                               |
| Oxígeno-16   | 5.920                                 |
| Carbono-12   | 3.032                                 |
| Neón-20      | 1.548                                 |
| Hierro-56    | 1.169                                 |
| Nitrógeno-14 | 1.105                                 |
| Silicio-28   | 653                                   |
| Magnesio-24  | 513                                   |
| Azufre-32    | 396                                   |
| Neón-22      | 208                                   |
| Magnesio-26  | 79                                    |
| Argón-36     | 77                                    |
| Hierro-54    | 72                                    |
| Magnesio-25  | 69                                    |
| Calcio-40    | 60                                    |
| Aluminio-27  | 58                                    |
| Níquel-58    | 49                                    |
| Carbono-13   | 37                                    |
| Helio-3      | 35                                    |
| Silicio-29   | 34                                    |
| Sodio-23     | 33                                    |
| Hierro-57    | 28                                    |
| Hidrógeno-2  | 23                                    |
| Silicio-30   | 23                                    |

Los elementos – o sea la materia ordinaria (bariónica) constituida de protones y neutrones (como también de electrones) – son solo una pequeña porción del contenido del Universo. Las observaciones cosmológicas indican que solo el 4 % del universo está compuesto de materia visible bariónica que forma las estrellas, planetas y seres vivos. El resto es energía oscura (73 %) y materia oscura (23 %). Se cree en la existencia de estas últimas formas de materia y energía, basándose en teorías y deducciones derivadas de observaciones, pero sus detalles son todavía el objeto de investigaciones. Las mismas no han sido aún observadas en forma directa y no son comprendidas en su totalidad. 
La mayoría de la materia estándar (bariónica) se encuentra en las estrellas y nubes interestelares, como átomos o iones (plasma), sin embargo es posible encontrar otros tipos extraños de materia en artefactos astrofísicos, tal como el caso de las altas densidades existentes en el interior de las enanas blancas y estrellas de neutrones.
El hidrógeno es el elemento más abundante del Universo conocido; y el helio es el segundo. Sin embargo, el próximo de la serie no continúa con el siguiente número atómico; el oxígeno es el tercero en el ranking de abundancia, aunque su número atómico es el 8. Todos los otros son mucho menos comunes.
La abundancia de los elementos más livianos es predicha correctamente por el modelo cosmológico estándar, dado que los mismos fueron formados al muy poco tiempo (es decir dentro de cientos de segundos) luego del Big Bang, en un proceso denominado nucleosíntesis del Big Bang. Los elementos más pesados fueron formados mucho después, dentro de las estrellas.
El helio-3 es un elemento raro en la Tierra y es buscado para ser utilizado en investigaciones de fusión nuclear. Se cree que en la Luna la abundancia de helio-3 puede ser mayor. El helio también es producido durante la fusión del hidrógeno dentro de los núcleos de las estrellas mediante diversos procesos incluidos la cadena protón-protón y el ciclo CNO.
Se estima que el hidrógeno y el helio constituyen aproximadamente el 74 % y 24 % de toda la materia bariónica del universo. A pesar de que representan una muy pequeña fracción del universo, los otros elementos denominados "elementos pesados" pueden ejercer gran influencia sobre los fenómenos astronómicos. Solo el 2 % (de la masa) del disco de la galaxia de la Vía Láctea está compuesto de elementos pesados.
Estos otros elementos son generados mediante procesos estelares. En el ámbito de la astronomía, un "metal" es todo elemento distinto del hidrógeno, helio o litio. Esta distinción es importante dado que el hidrógeno y el helio (junto con cantidades muy reducidas de litio) son los únicos elementos que se encuentran naturalmente sin necesidad de la reacción de fusión nuclear que se desarrolla en las estrellas.  Por lo tanto, la metalicidad de una galaxia u otro objeto es un indicador de su actividad estelar en el pasado.
| número atómico | Elemento  | Fracción de masa en partes por millón |
| -------------- | --------- | ------------------------------------- |
| 1              | Hidrógeno | 739.000                               |
| 2              | Helio     | 240.000                               |
| 8              | Oxígeno   | 10.400                                |
| 6              | Carbono   | 4.600                                 |
| 10             | Neón      | 1.340                                 |
| 26             | Hierro    | 1.090                                 |
| 7              | Nitrógeno | 960                                   |
| 14             | Silicio   | 650                                   |
| 12             | Magnesio  | 580                                   |
| 16             | Azufre    | 440                                   |

Véase el artículo nucleosíntesis que explica como ciertos procesos de fusión nuclear que se desarrollan en las estrellas (tales como el quemado de carbono, etc.) crean elementos más pesados que el hidrógeno y el helio.

## Abundancia de los elementos en la Tierra
La Tierra se formó a partir de la misma nube de materia de la cual se formó el Sol, pero los planetas adquirieron diferentes composiciones durante la formación y evolución del sistema solar.  La historia de la Tierra fue tal que partes de este planeta poseen diferentes concentraciones de elementos.

### Abundancia de los elementos en la corteza terrestre
Esta gráfica ilustra la abundancia relativa  de los elementos químicos en la corteza continental superior de la Tierra.  

Abundancia (fracción de átomos) de los elementos químicos en la corteza continental superior de la Tierra en función del número atómico. Los elementos más raros en la corteza (mostrados en color amarillo) no son los más pesados, sino los elementos siderófilos (afines al hierro) según la clasificación de elementos de Goldschmidt. Estos han disminuido al reubicarse en las profundidades en el núcleo de la Tierra. La abundancia de materiales de meteoroides es más elevada en términos relativos. En forma adicional, el teluro y el selenio han sido consumidos en la corteza a causa de la formación de "hidruros" volátiles (seleniuro de hidrógeno, H2Se y telururo de hidrógeno H2Te).

Muchos de los elementos que se muestran en la gráfica se clasifican según las siguientes categorías (que se solapan en forma parcial): 
1. elementos que forman rocas (elementos principales en la zona verde y elementos secundarios en la zona verde claro);
2. elementos de las tierras raras (lantánidos, La-Lu, y Y; indicados en color azul
3. principales metales industriales (producción global >~3×107 kg/año; indicados en color rojo);
4. metales preciosos (indicados en color púrpura);
5. los nueve "metales" más escasos— los seis elementos del grupo del Platino más el Au, Re, y Te (un metaloide) — en la zona amarilla.

Es de notar que existen dos cortes en los cuales se encontrarían los elementos inestables tecnecio (número atómico: 43) y prometio (número atómico: 61). Estos son sumamente escasos, dado que en la Tierra son únicamente producidos mediante la  fisión espontánea de elementos radioactivos muy pesados (por ejemplo, uranio, torio, o las trazas de plutonio que existen en el mineral de uranio), o mediante la interacción de otros elementos con rayos cósmicos. Utilizando técnicas de espectrometría ha sido posible identificar la presencia en las atmósferas de las estrellas de los primeros dos de estos elementos, allí los mismos son producidos mediante procesos de nucleosíntesis. También existen cortes en los cuales deberían encontrarse los seis gases nobles dado que los mismos se encuentran en la corteza terrestre como resultado de cadenas de decaimiento de elementos radiactivos y por lo tanto allí son elementos extremadamente raros. No se incluyen los seis, elementos altamente radiactivos muy raros (polonio, astato, francio, radio, actinio, y protactinio), dado que cualquiera de estos elementos que existió cuando se formó la Tierra ha decaído hace muchos eones, y su cantidad en la actualidad es ínfima.
El oxígeno y el silicio son elementos sumamente comunes. Existe varias combinaciones de los mismos que dan lugar a formas comunes de minerales de silicatos.

#### Abundancia de los elementos "tierras raras"
El término tierras "raras" es poco apropiado. La persistencia del término es más una indicación de falta de familiaridad que de verdadera rareza o escasez. La concentración en la corteza terrestre de cada uno de los elementos de tierras raras más abundantes es similar a metales industriales comunes tales como el cromo, níquel, cobre, zinc, molibdeno, estaño, tungsteno, o plomo. Los dos elementos de las tierras raras menos abundantes (tulio y lutecio) son aproximadamente doscientas veces más abundantes que el oro. Sin embargo, en comparación con los metales ordinarios y metales preciosos, los elementos de tierras raras tiene una muy baja tendencia de estar concentrados en yacimientos minerales con "leyes" que hagan económicamente atractiva su explotación. En consecuencia, la mayoría del suministro mundial de elementos de tierras raras proviene de unos pocos sitios. Más aún, los metales de tierras raras son todos químicamente muy similares entre sí, y por lo tanto es sumamente difícil separarlos de manera de obtener cantidades de un elemento puro.
Las diferencias en abundancias de elementos individuales de tierras raras en la corteza superior de la Tierra representan la superposición de dos efectos, uno nuclear y el otro geoquímico. Primero, los elementos de tierras raras con números atómicos pares (58Ce, 60Nd, ...) presentan abundancias cósmicas y terrestres mayores que los elementos de tierras raras vecinos con números atómicos impares (57La, 59Pr, ...). Segundo, los elementos de tierras raras más livianos son más incompatibles (porque poseen un mayor radio iónico) y por lo tanto se encuentran concentrados en mayor medida en la corteza terrestre que los elementos de tierras raras más pesados. En la mayoría de los yacimientos de minerales de tierras raras, los primeros cuatro elementos de tierras raras - lantano, cerio, praseodimio, y neodimio - constituyen entre el 80% y el 99% del total de metales de tierras raras que puede extraerse del mineral.

### Océano
| Elemento  | Contenido porcentual | Elemento | Contenido porcentual |
| --------- | -------------------- | -------- | -------------------- |
| Oxígeno   | 85,84                | Azufre   | 0,091                |
| Hidrógeno | 10,82                | Calcio   | 0,00000883           |
| Cloro     | 1,94                 | Potasio  | 0,04                 |
| Sodio     | 1,08                 | Bromo    | 0,0067               |
| Magnesio  | 0,1292               | Carbono  | 0,0028               |

Véase el artículo agua de mar con información sobre la abundancia de los elementos en el océano, notar que dicha lista está expresada en fracción de masa -una lista en función de la molaridad (fracción molar) será distinta en cuanto a los cuatro primeros elementos; específicamente, el hidrógeno comprendería dos tercios del número total de átomos porque el hidrógeno mismo representa dos de los tres átomos que forman la molécula de agua.

### Atmósfera
El orden de los elementos expresado en función de la fracción de volumen (que es aproximadamente la fracción molecular molar) en la  atmósfera es nitrógeno (78,1%), oxígeno (20.9%), argón (0,96%), y le siguen (en orden incierto) el carbono y el hidrógeno porque el vapor de agua y el dióxido de carbono, que contienen la mayoría de estos elementos en el aire, son componentes variables. El azufre, fósforo, y todos los otros elementos se encuentran en proporciones mucho menores.  

### Cuerpo humano
En proporción de masa las células del cuerpo humano consisten en un 65 al 90 % de agua (H2O), y una proporción muy importante está compuesto de moléculas orgánicas a base de carbono. Por lo tanto el oxígeno representa la mayor parte de la masa del cuerpo humano, seguido por el carbono. El 99 % de la masa del cuerpo humano está formada por seis elementos: oxígeno, carbono, hidrógeno, nitrógeno, calcio, y fósforo. El contenido de los elementos aluminio y silicio aunque muy abundantes sobre la Tierra es notoriamente bajo en el cuerpo humano. 
| Elemento                           | Proporción en masa (%) |
| ---------------------------------- | ---------------------- |
| Oxígeno                            | 65                     |
| Carbono                            | 18                     |
| Hidrógeno                          | 10                     |
| Nitrógeno                          | 3                      |
| Calcio                             | 1,5                    |
| Fósforo                            | 1,2                    |
| Potasio                            | 0,2                    |
| Azufre                             | 0,2                    |
| Cloro                              | 0,2                    |
| Sodio                              | 0,1                    |
| Magnesio                           | 0,05                   |
| Hierro, Cobalto, Cobre, Zinc, Iodo | menos de 0,05 cada uno |
| Selenio, Flúor                     | menos de 0,01 cada uno |

Chang, Raymond (2007). Chemistry, Ninth Edition. McGraw-Hill. p. 52. ISBN 0-07-110595-6.